# Польная Крутовка
Польная Крутовка — деревня в Вадинском районе Пензенской области России. Входит в состав Большелукинского сельсовета.

## География
Деревня находится в северо-западной части Пензенской области, в пределах восточной окраины Окско-Донской низменности, в лесостепной зоне, на левом берегу реки Латос, на расстоянии примерно 16 километров (по прямой) к западу от села Вадинска, административного центра района. Абсолютная высота — 169 метров над уровнем моря.
Климат
Климат характеризуется как умеренно континентальный. Средняя температура воздуха самого холодного месяца (января) составляет −11,5 °C (абсолютный минимум — −44 °С); самого тёплого месяца (июля) — 19,5 °C (абсолютный максимум — 38 °С). Продолжительность безморозного периода составляет 133 дня. Годовое количество атмосферных осадков — 467 мм. Снежный покров держится в среднем 141 день.

## История
Основана в середине XVIII века графом Иваном Григорьевичем Чернышевым, поселившем своих крестьян в поле, на левом краю оврага Крутого. В 1785 года в собственности у помещицы Ирины Дементьевны Поповой (92 ревизских души). В середине XIX века насчитывалось 70 дворов. Население относилось к православному приходу Никольской церкви села Чернышево.
По состоянию на 1911 год в деревне, относившейся к Николо-Китской волости Керенского уезда, имелись: одно крестьянское общество, 140 дворов, ветряная мельница и лавка. Население села того периода составляло 937 человек. По данным 1955 года в Польной Крутовке располагалась бригада колхоза имени Сталина..

## Население
| 2010 |
| ---- |
| 62   |

Половой состав
По данным Всероссийской переписи населения 2010 года в гендерной структуре населения мужчины составляли 45,2 %, женщины — соответственно 54,8 %.
Национальный состав
Согласно результатам переписи 2002 года, в национальной структуре населения русские составляли 98 % из 99 чел.

## Улицы
Уличная сеть деревни состоит из одной улицы (ул. Плант):